# Caryodendron
Caryodendron es un género perteneciente a la familia de las euforbiáceas con cuatro especies de plantas.
Caryodendron quiere decir 'árbol de nuez'.

## Taxonomía

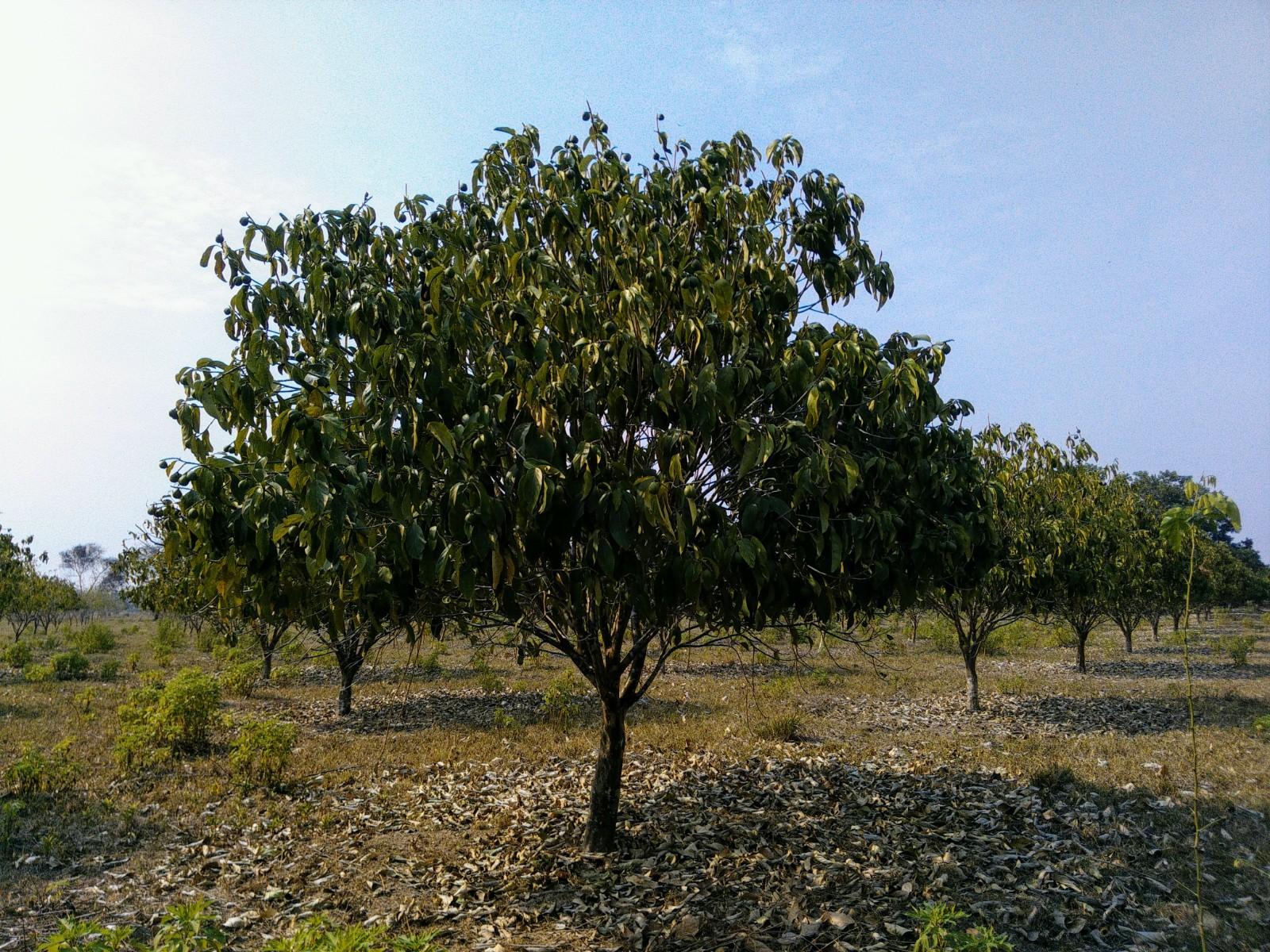
Caryodendron orinocense

El género fue descrito por Gustav Karl Wilhelm Hermann Karsten y publicado en Florae Columbiae terraumque adjacentium specimina selecta in peregrinatione duodecim annorum observata delineavit et descripsit 1: 91. 1860. La especie tipo es: Caryodendron orinocense H.Karst.

## Especies aceptadas
A continuación se brinda un listado de las especies del género Caryodendron aceptadas hasta octubre de 2012, ordenadas alfabéticamente. Para cada una se indica el nombre binomial seguido del autor, abreviado según las convenciones y usos.
- Caryodendron amazonicum Ducke
- Caryodendron angustifolium Standl.
- Caryodendron grandifolium Pax
- Caryodendron orinocense H.Karst.